# Sodalicja Pań Wiejskich Ziemi Krakowskiej
Sodalicja Pań Wiejskich Ziemi Krakowskiej – katolickie stowarzyszenie kobiet. Powstało w 1901 roku z inicjatywy Zofii Popiel i działało do 1939 roku.

## Historia
Inicjatorką założenia Sodalicji była Zofia Popiel, córka Pawła Popiela mieszkająca w Ruszczy. Pierwsze spotkanie odbyło się 3 maja 1901 roku u Marii Koźmian. Ustawy regulujące działalność Sodalicji przygotowała Zofia Popiel, a weszły w życie po aprobacie biskupa Jana Duklana Puzyny. Prezydentką została Zofia Popiel, a moderatorem jezuita o. Stefan Bratkowski. Pierwsze zebranie stowarzyszenia wraz z nabożeństwem miało miejsce 12 października 1901 roku. Sodalicja powstała pod wezwaniem Najświętszej Marii Panny Dobrej Rady. W 1902 roku po rekolekcjach dla nauczycielek zorganizowanych w klasztorze SS. Urszulanek w Krakowie pod przewodnictwem o. Bratkowskiego powstała Sodalicja Nauczycielek Wiejskich ziem i krakowskiej.
Stowarzyszenie rozrastało się i przed 1917 rokiem liczyło 125 członkiń. W 1917 odeszło część członkiń tworząc Sodalicję diecezji kieleckiej pod wezwaniem Królowej Korony Polskiej. W 1932 roku stowarzyszenie liczyło 63 członkinie. W 1914 roku zmarł Stefan Bratkowski, a jego miejsce zajął o. Józef Tuszowski. Funkcję pełnił do 1929 roku, gdy z powodu choroby przekazał obowiązki o. Janowi Rostworowskiemu. Zofia Popiel w 1926 roku zrezygnowała z bycia prezydentką, a kilka miesięcy później zmarła. Nową prezydentka została Zofia Włodkowa, żona Jana Włodka, córka Jana Albina Goetza. W 1936 roku o. Rostworowski został przeniesiony do Warszawy. Nowym moderatorem został o. Marian Morawski.
W 1923 roku Sodalicja pań Wiejskich przystąpiła do nowo utworzonego Związku Zjednoczonych Sodalicji Pań Wiejskich. W ramach sodalicji członkinie spotykały się na zebraniach i nabożeństwach, raz w roku na zamkniętych rekolekcjach organizowanych w klasztorach (ss. Urszulanek w Krakowie, klasztorze w Zbylitowskiej Górze) czy w domach prywatnych (w Ruszczy i Okocimiu). Zofia Popiel organizowała w pierwsze piątki miesiąca wspólne czytanie Ustaw Sodalicyjnych i Ewangelii. Rozwojowi członkiń miała służyć czytelnia, której zbiory w 1932 roku liczyły 1600 woluminów.
Do wybuchu I wojny światowej w ramach Sodalicji działały 3 sekcje: eucharystyczna, oświatowa i gospodarczo–społeczna. Po 1914 roku działała tylko sekcja eucharystyczna organizująca adoracje w pierwsze czwartki i komunię w pierwsze piątki. Troszczyła się również o wyposażenia kościołów w „bieliznę kościelną”. W 1929 roku powstała sekcja misyjna.
Kursy gospodarcze organizowane przez Sodalicję stały się podstawą do powstania w 1916 roku szkoły gospodarczej. Działała ona w Ruszczy przez 5 lat. Zofia Popiel poprosiła o wsparcie Towarzystwo Gospodarczego Wykształcenia Kobiet, które przysłało 4 absolwentki prowadzonego przez nie Seminarium w Snopkowie. Pierwszy kurs trwający od października 1916 do listopada 1917 roku ukończyło 16 uczennic. Zainteresowanie nauka było tak duże, że na kolejny przyjęto już 25 uczennic. Sodalicja pomagała materialnie w prowadzeniu szkoły.

## Prezydentki
- 1901–1926 Zofia Popiel[1]
- 22 stycznia 1927 – 1939 Zofia Włodkowa[6]